# Roques de Céllecs

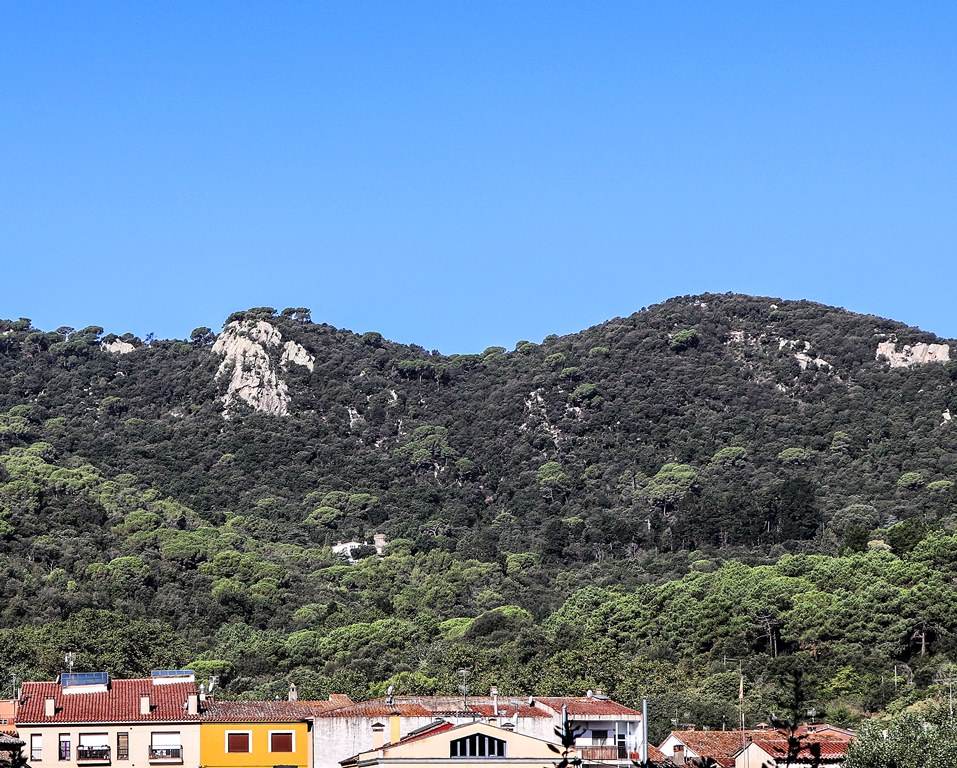
Les Roques de Céllecs a l'esquerra; el Turó de Céllecs a la dreta

Les Roques de Céllecs es troben al Parc de la Serralada Litoral, concretament a Òrrius (el Maresme).
Són unes impressionants parets verticals que es troben entre el Turó de Céllecs i el Turó Rodó, al vessant est d'aquesta carena. Des de la cota alta d'aquest rocam tenim una bona vista sobre Òrrius i la Riera d'Argentona.
Són ubicades a Òrrius: anant per la pista des del Turó de Céllecs al Turó Rodó, quan ja ens acostem a aquest darrer i just després d'una cruïlla de pistes, hi ha un tram que puja suaument i després planeja. En aquest punt d'inflexió, surt a l'esquerra un corriol en direcció est. Al cap de 100 metres s'acaba el camí i ens trobem amb el cingle. Coordenades: x=445023 y=4400772 z=515.